# あっちの目こっちの目
『あっちの目 こっちの目』（あっちのめ こっちのめ）は、ヒカシューの8枚目のオリジナル・アルバム。1993年10月25日に徳間ジャパンコミュニケーションズより発売。
本作からトルステン・ラッシュがメンバーに加入。ジャケットは、瓶の中の目玉の絵。再発版には、オリジナル版発売時に発行された「ヒカシュー新聞」が付録として付いている。

## 収録曲
特記事項なき限り、出典は全て「ヒカシュー新聞」による。
1. 石仏　Stone Buddha
  - 作詞：巻上公一／作曲：トルステン・ラッシュ
  - この曲の大部分はシベリアの民族楽器からサンプリングされた。
2. 零桜 こぼれ桜　Sakura on the Ground
  - 作詞：巻上公一／作曲：三田超人
  - 三田は、この曲をほぼ全て湯河原の巻上公一の家で作り、間奏のみベルリンで作曲した。
3. あっちの目、こっちの目　Nervous eyes
  - 作詞：巻上公一／作曲：野本和浩
  - 野本によれば、「加藤茶の歌舞伎のものまねの目」のイメージらしい。
4. シーラカンス　Coelacanth
  - 作詞：巻上公一／作曲：野本和浩
  - 野本は漫画のシーラカンス(内田春菊作)をイメージして作曲している。
5. Πラップル　Pai Rapple
  - 作詞・作曲：三田超人
  - 曲の構成自体が円環構造になっており、20小節のパートは円周率の小数点以下の数を元に作られている。
6. さなぎ　Sanagi
  - 作詞・作曲：巻上公一
  - 巻上は、「心の中に存在する殻のようなもの。その変容を書いてみたいと思っていた。視覚に訴えかける形を探していたらさなぎに出会った。」としている。
  - 演奏を自由に伸び縮みできるような構成にしてあり、スタジオでも尺を決めずに録音に入った。
7. 男は言った　Das kann nicht sein
  - 作詞：巻上公一／作曲：三田超人
  - 三田は、この曲の間奏をベルリンで、間奏以外をフジパシフィック音楽出版の小さなスタジオで作った。
8. だるま　Daruma
  - 作詞：巻上公一／作曲：野本和浩
  - 野本は、「クリームやツェッペリン、昔聴いた古き良き時代のロックの影響を受けて作った」という。
9. 草雲雀　Kusahibari
  - 作詞：巻上公一／作曲：坂出雅海

坂出は、「あえて主旋律だけの曲を作った」という。
1. ハーシー#3　HERsHE#3
  - 作曲：NEWTON LAUREN
2. 夢植物　Plant in My Dream
  - 作詞：巻上公一／作曲：トルステン・ラッシュ
  - トルステンは、「駅からの帰宅途中でこの曲のベースラインが思い浮かび、家に着いた時にはすっかり出来上がってしまっていた」という。
3. 色えんぴつ　Iroenpitsu
  - 作詞：巻上公一／作曲：野本和浩
  - 野本は、この曲の譜面に小節線を付けなかった。

## 参加アーティスト
ヒカシュー
- 巻上公一 -ボーカル、コルネット
- 三田超人 -ギター
- 野本和浩 -サックス、バスクラリネット
- トルステン・ラッシュ -キーボード (楽器)
- 坂出雅海 -エレクトリック・ベース
- つの犬 -ドラムス

ゲストミュージシャン
- ローレン・ニュートン -ボイス
- ハンジー・ノアク -バイオリン